# Sir Mix-a-Lot
Sir Mix-a-Lot, artiestennaam van Anthony Ray (Seattle, 12 augustus 1963), is een Amerikaans zanger.

## Levensloop en carrière
Sir Mix-a-Lot bracht zijn eerste single uit in 1988. In 1992 behaalde de eerste plaats in de hitlijst van de Verenigde Staten met het nummer Baby Got Back.

## Discografie
| Single met hitnotering(en) in de Vlaamse Ultratop 50 | Datum van verschijnen | Datum van binnenkomst | Hoogste positie | Aantal weken | Opmerkingen |
| ---------------------------------------------------- | --------------------- | --------------------- | --------------- | ------------ | ----------- |
| Baby Got Back                                        | 1991                  |                       |                 |              |             |

| Single met eventuele hitnotering(en) in de Nederlandse Top 40 | Datum van verschijnen | Datum van binnenkomst | Hoogste positie | Aantal weken | Opmerkingen |
| ------------------------------------------------------------- | --------------------- | --------------------- | --------------- | ------------ | ----------- |
| Baby Got Back                                                 | 1991                  | 11-07-1992            | 31              | 9            |             |

- Gemeinsame Normdatei: 134765494
- International Standard Name Identifier: 0000 0000 5552 3950
- Library of Congress Control Number: n91125805
- MusicBrainz: 05539fb8-b7a5-4012-97a9-5e27ddc031fb
- Nationale Bibliotheek van Tsjechië: jo20221156824
- Virtual International Authority File: 45950177
- WorldCat: E39PBJjHhYcDYDCKPwrbTTHHmd